# Situl Memoria
Memoria.Ro este o bibliotecă digitală de interviuri, memorialistică, studii de istorie orală, carți și imagini din istoria recentă a României, prezentând evenimente politice, sociale și culturale ale secolului XX așa cum acestea se reflectă în conștiința celor care le-au trait. Situl Memoria.Ro a fost creat și este susținut de către Fundația Aspera cu sedii în Boston și Brașov, fondator: Lidia Gheorghiu Bradley. Inițiatorii sitului fiind Mircea Ivanoiu și Lidia Gheorghiu Bradley. Această arhivă digitală a fost creată de către Fundatia Aspera din Boston.
Memoria.Ro este un proiect total diferit de Memoria - Revista Gândirii Arestate, revistă lansată de către Banu Rădulescu